# セイ・オロフィンジャナ
オルワセイ・ジョージ・"セイ"・オロフィンジャナ（Oluwaseyi George "Seyi" Olofinjana, 1980年6月30日 - ）は、ナイジェリア・ラゴス出身の元同国代表サッカー選手、現サッカー指導者。現役時代のポジションはMF。

## 経歴
2003年にノルウェーのSKブランに移籍。この年28試合に出場し守備的MFながら9ゴールを奪う活躍みせ、2004年6月当時チャンピオンシップのウルヴァーハンプトン・ワンダラーズFCに170万ユーロで移籍。その後2008年にプレミアリーグのストーク・シティFCを経て、2009年に現在所属しているハル・シティAFCに移籍した。ハル・シティ移籍後初ゴールは2009年11月、前所属クラブであるストークから奪ったものであった（この試合はハルが2-1で勝利した）。
2010年8月10日、チャンピオンシップのカーディフ・シティFCに期限付き移籍で加入した。
2012-13シーズンを終えシェフィールド・ウェンズデイFCを退団しイングランドを離れる。2014年8月14日、ティッペリーガエンのIKスタルトに加入し、ブラン時代の指揮官モンス・イヴァル・ミェルデと再会した。
同年を以て現役を引退すると2015年7月にウルヴスに帰還しU-15及びU-16チームの監督に就任した。

## エピソード
ナイジェリアオヨ州のラドケ・アキントラ工科大学化学工学科を卒業している。また2007年7月には化学工学修士号を取得するために必要な試験を受験した。